# Suchdolský rybník
Přírodní památka Suchdolský rybník  je chráněné území nalézající se nedaleko obce Borotín a Sudoměřice u Tábora v katastrálním území obce Mezno v okrese Benešov. Důvodem ochrany je ochrana čolka velkého (Triturus cristatus), silně ohroženého zvláště chráněného druhu. Oblast je současně taktéž evropsky významná lokalita Natura 2000 pod kódovým číslem CZ0213077. Přírodní památka je v péči Krajského úřadu Středočeského kraje.

## Předmět ochrany

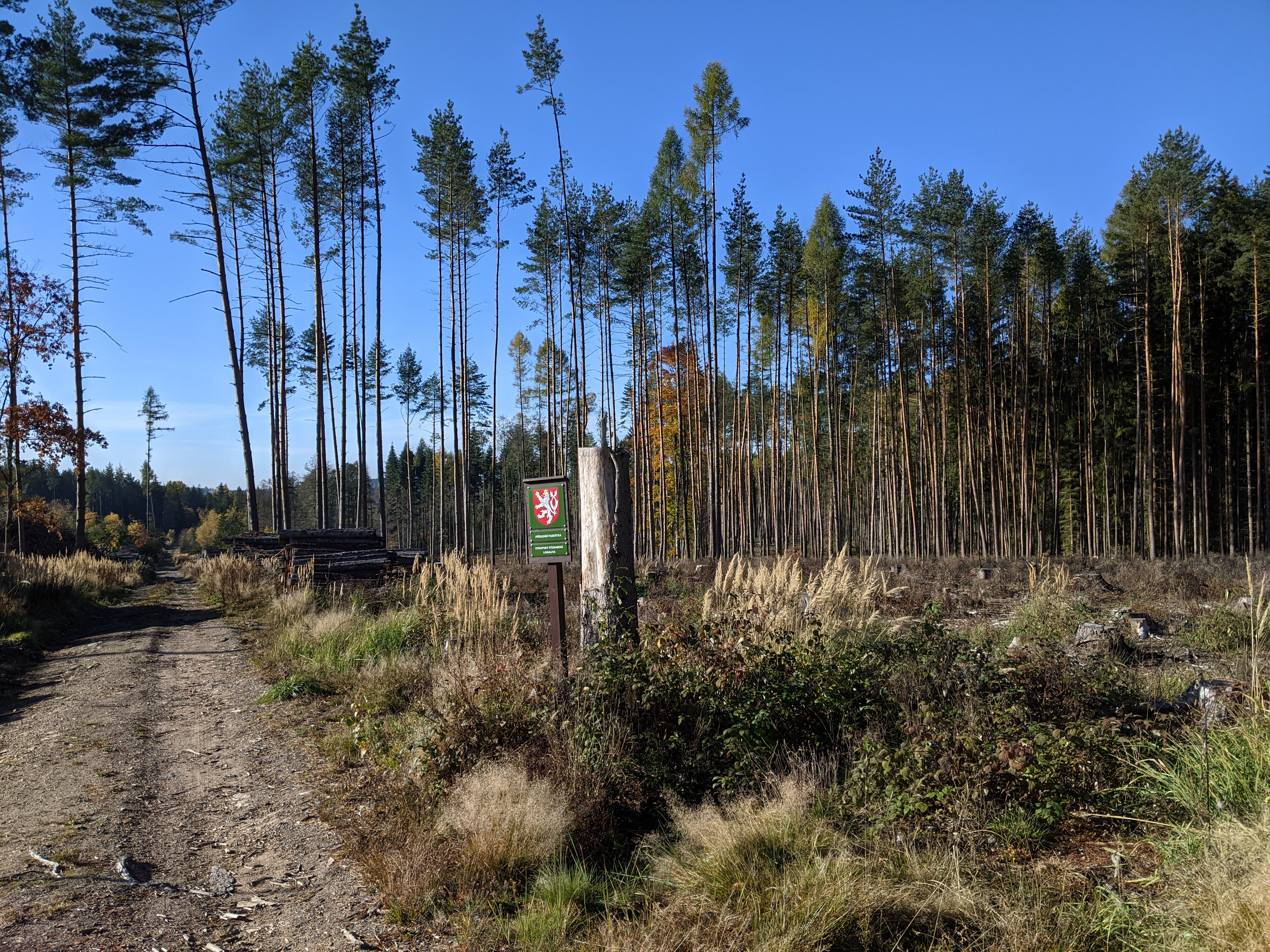
Lesní porost u chráněné lokality

### Fauna
Kromě populace čolka velkéhom čolka horského a čolka obecného se na území přírodní památky vyskytují i další silně ohrožené druhy živočichů.
Z žab to je blatnice skvrnita (Pelobates fuscus), ropucha obecná (Bufo bufo), rosnička zelená (Hyla arborea),  skokan krátkonohý (Pelophyllax lessonae) a vyskytuje se zde i skokan hnědy a skokan zelený. Na lokalitě bylo nalezeno i několik jedinců  ještěrky živorodé (Zootoca vivipara) a stopy výskytu vydry obecné (Lutra lutra).

### Flóra
Na lokalitě se mj. vyskytuje ohrožený bazanovec kytkokvětý (Lysimachia thyrsiflora), dálle ostřice šáchorovitá, pomněnka trsnatá, rozrazil štítkovitý a skřípina kořenující.